# Opatovce nad Nitrou
Opatovce nad Nitrou (Hongaars: Bajmócapáti, Duits: Abtsdorf) is een Slowaakse gemeente in de regio Trenčín, en maakt deel uit van het district Prievidza.
Opatovce nad Nitrou telt 1.490 inwoners.